# شاهین هندی

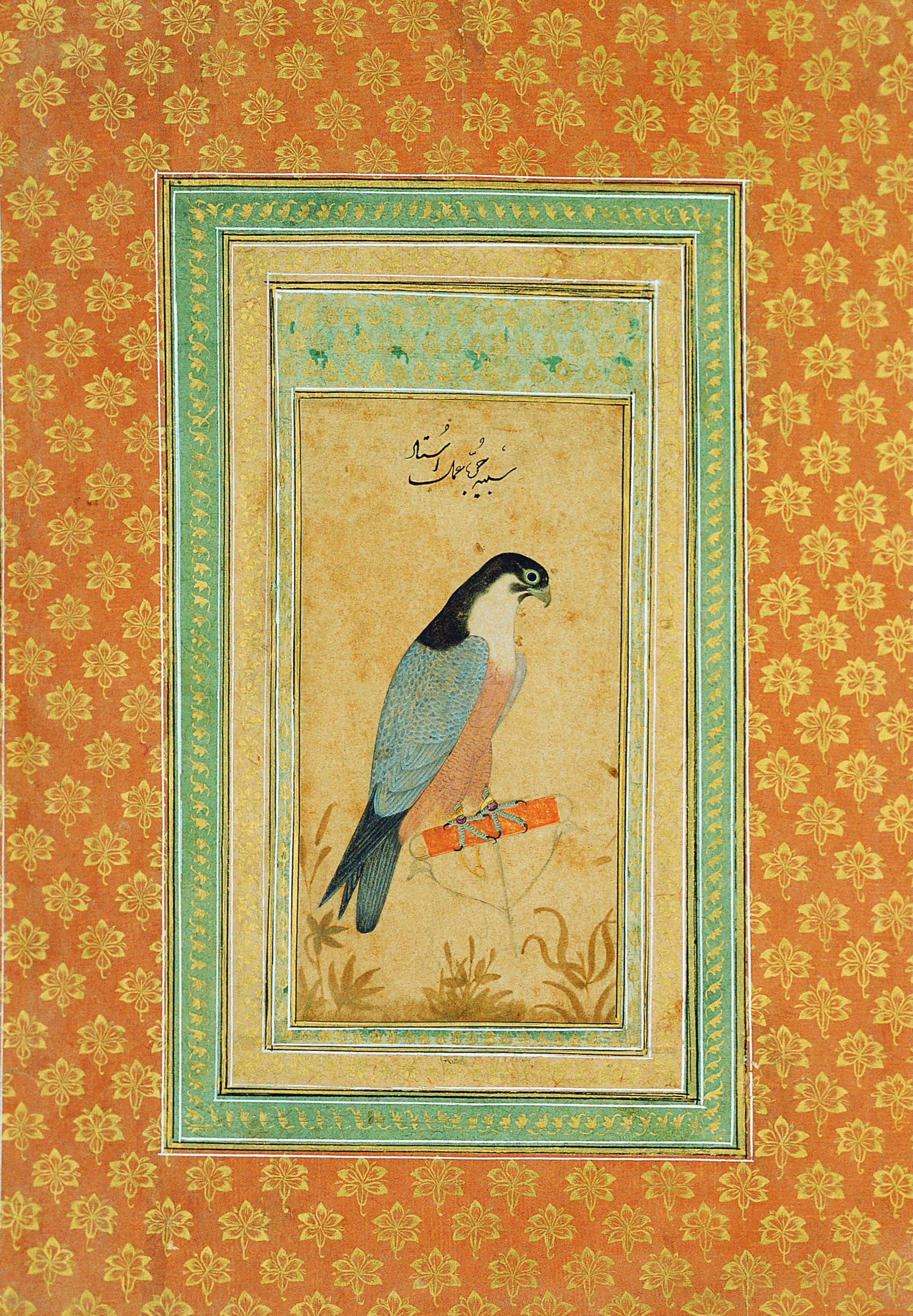
شاهین اصلی، نقاشی مینیاتور منصور. هند مغول، آغاز سدهٔ هفدهم. چاتراپاتی شیواجی ماهاراج واستو سانگرهالایا

شاهین هندی یا شاهین سیاه (نام علمی: Falco peregrinus peregrinator) یک زیرگونه غیرمهاجر از شاهین بحری است که عمدتاً در هند یافت می‌شود همچنین به عنوان یک زیرگونه مهاجر نیز توصیف شده است. واژهٔ شاهین در این نام‌ها ممکن است به صورت shaheen نوشته شود. این گونه توسط شاهین‌داران به شاهین سیاه نامیده شد تا از شاهین واقعی ادبیات فارسی جدا شود. پژوهشگران ایرانی و پرنده‌شناس روسی، گئورگی پتروویچ دمنتیف، خاطرنشان کرده‌اند که نام شاهین در ادبیات فارسی در واقع به Falco peregrinus babylonicus اشاره دارد.
شاهین و انواع دیگر از فارسی میانه šāhēn (به معنای واقعی کلمه "باشکوه، پادشاهی") و نام Šahēn آمده است. ارمنی میانه را شاهین (šahēn) و ارمنی قدیم شاهین (Šahēn) مقایسه کنید. در فارسی/فارسی دو معنی دارد: شاهین به‌ویژه شاهین بربری. معنای دوم نشانگر ترازو است.
نام زیرگونه peregrinator که به زبان لاتین یک مسافر سرگردان یا عادتی است، نشان‌دهنده توانایی سفر آن است.
نام رایج انگلیسی شاهین (shahin) نباید با همان کلمه در زبان هندواروپایی، فارسی، زبان ترکی ترکی، و زبان آفریقایی عربی شاهین (falcon)، اشتباه گرفته شود. ممکن است به شاهین یا گونه‌ای از شاهین اشاره داشته باشد. در زبان هند و اروپایی هندی، شاهین یا شاهین کوهی (کوه به تپه اشاره دارد) به ماده زیرگونه پرگریناتور اشاره دارد، در حالی که نرهای این زیرگونه به عنوان کوهیلا نامیده می‌شوند.

## پراکندگی و زیستگاه
شاهین در جنوب آسیا از هند و بنگلادش در شرق و تا سریلانکا، مرکز و جنوب شرقی چین، و شمال میانمار یافت می‌شود. در هند، در تمام ایالت‌ها عمدتاً از مناطق صخره‌ای و تپه‌ای ثبت شده است. این شاهین همچنین از جزایر آندامان و نیکوبار در خلیج بنگال گزارش شده است.

## در فرهنگ
در ادبیات پاکستان، شاهین (shaheen) با شعر شاعر ملی این کشور، علامه اقبال، ارتباط خاصی دارد. همچنین بر روی مهر رسمی آرم نیروی هوایی پاکستان پدیدار می‌شود و به عنوان نام مستعار برای تیم کریکت پاکستان و برای بازیکن آن شاهین شاه آفریدی استفاده می‌شود.